# كلوفيس الثالث
كان ملك أوستراسيا من 675 حتى 676م.